# استویان دانف
استویان دانف (بلغاری: Стоян Петров Данев؛ ۲۸ ژانویه ۱۸۵۸ – ۳۰ ژوئیهٔ ۱۹۴۹) یک سیاست‌مدار اهل بلغارستان بود.